# آرام شرقی حاره‌ای

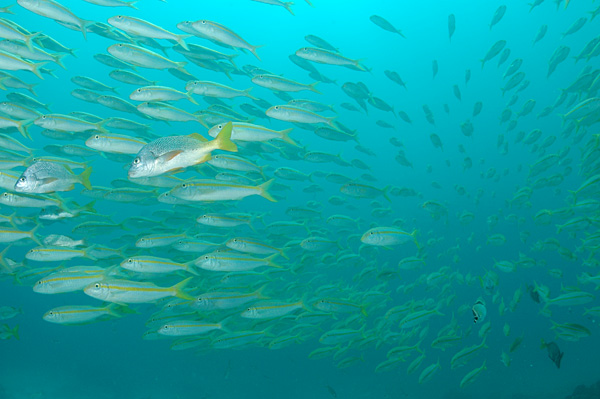
دسته بزرگ بزماهیان در سواحل مجمع‌الجزایر گالاپاگوس، اکوادور

قلمرو آرام شرقی حارّه‌ای (انگلیسی: Tropical Eastern Pacific) یکی از دوازده قلمرو دریایی است که دریاهای کناره‌ای و فلات قاره‌های زمین را در بر می‌گیرد. قلمرو زیست‌جغرافیایی آرام شرقی حارّه‌ای در امتداد ساحل اقیانوس آرام در قاره آمریکا از رأس جنوبی شبه‌جزیره باخا کالیفرنیا در شمال، تا شمال پرو در جنوب کشیده شده است. این قلمرو در شمال توسط قلمرو آرام شمالی معتدله و در جنوب با قلمرو آمریکای جنوبی معتدله محدود شده است.
قلمرو اقیانوس آرام شرقی حارّه‌ای گروهی از جزایر اقیانوسی و مجمع‌الجزایر اقیانوسی مانند مجمع‌الجزایر گالاپاگوس، جزایر رویلیاخیخدو، جزیره کوکوس و جزیره کلیپرتون را در بر می‌گیرد. جزیره کلیپرتون به عنوان نقطه تلاقی قلمرو اقیانوسیه و قلمرو آرام شرقی حارّه‌ای شناخته می‌شود. تصور می‌شود که در جانوران دریایی مجمع‌الجزایر گالاپاگوس نیز درصد بسیار بیشتری از گونه‌های هند-آرام غربی در مقایسه با سواحل قاره آمریکا وجود دارد.